# Доброе (Жуковский район)
До́брое — деревня в Жуковском районе Калужской области. Входит в сельское поселение «Деревня Верховье».
Расположена у южной окраины Обнинска, в 9 км к северо-западу от Жукова, в 65 км к северо-северо-востоку от Калуги и в 81 км от МКАДа. Граничит с дачными посёлками, лесными массивами и пригородом Обнинска.
По восточной окраине деревни проходит автомагистраль М3 «Украина», пересекающаяся в этом месте с проходящей через деревню автодорогой А130 (Москва — Рославль). По западной окраине проходит ж.-д. линия Москва (Киевский вокзал) — Брянск, ближайшая станция Обнинское находится в 2 км к северу (в Обнинске).
На юге деревни расположено городское кладбище Доброе.
| 2002 | 2010 |
| ---- | ---- |
| 124  | ↘102 |